# 기다 이사무
기다 이사무(일본어: 木田 勇, 1954년 6월 7일 ~ )는 일본의 전 프로 야구 선수이자 야구 감독, 야구 해설가·평론가이다.

## 인물

### 프로 입단 전
요코하마 제1 상업고등학교(현 요코하마 상과대학 고등학교)를 졸업하고 사회인 야구팀인 닛폰 강관에 입단한 후 1978년에 있은 도시 대항 대회에서 팀을 준우승으로 이끄는 등 팀내 주력 선수로서 맹활약을 했다. 같은 해에 있은 프로 야구 드래프트 회의에서는 요코하마 다이요 웨일스, 히로시마 도요 카프, 한큐 브레이브스 등 3개 구단이 1순위로 지명해 추첨 결과 히로시마가 교섭권을 획득했지만 본인은 이것을 거부했다. 히로시마가 드래프트 1위 지명을 거부한 것은 기다 뿐이다.
다음해인 1979년의 드래프트 회의에서도 다시 3개 구단(요미우리 자이언츠, 닛폰햄 파이터스, 요코하마 다이요 웨일스)으로부터 1위 지명이 중복 되었지만 교섭권을 얻은 닛폰햄에 입단했다. 입단 교섭 당시 거주지와 주택(토지라고도 말하고 있다)을 조건으로 요구한 적이 있어 야구계에서도 큰 화제가 되었다.

### 프로 입단 후
신인으로서의 이듬해인 1980년에는 22승(17선발승으로 니시나 도키나리, 히가시오 오사무와 선발승 공동 1위) 8패 4세이브, 225탈삼진, 평균자책점 2.28, 7할 3푼 3리의 승률을 기록하는 등의 경이적인 시즌 성적으로 투수 부문의 타이틀을 모두 독점했다. 후기 우승을 다투는 긴테쓰 버펄로스와의 최종전에서 팀은 패해 우승을 놓쳤지만 신인왕, 그리고 일본 프로 야구 사상 최초로 신인 선수로서의 MVP로 선정되었다.
당시 그 해의 퍼시픽 리그에서는 3개 팀이 시즌 200홈런을 기록하는 등 리그 전체 1196홈런이라는 굴지의 타격 성적을 기록한 해였으며 그러한 1년 간의 성적이 22승, 평균자책점 2.28은 경이적인 성적이라고 볼 수 있다. 기다에게 끌려가도록 하듯이 그 해 닛폰햄은 퍼시픽 리그 6개 팀 중 유일하게도 팀 평균자책점이 3점대(3.61)를 기록했다. 또 신인으로서의 최다 탈삼진은 1967년의 에나쓰 유타카, 퍼시픽 리그에서는 1954년의 다쿠와 모토지가 기록한 이래의 쾌거였다. 매회 탈삼진을 시즌 3회 기록하고 있어 이것은 에가와 스구루(1981년)와 대등한 프로 야구 기록이다.
이듬해인 1981년에도 시즌 10승(9선발승)을 올리는 등 팀의 후기 우승을 제패하는데 기여했고, 롯데 오리온스와의 플레이오프에서는 5차전에 선발로 등판해 승리투수가 되어 팀을 19년 만의 리그 우승을 이끌었다. 요미우리와의 일본 시리즈에서는 4차전에서 선발 등판, 히라타 가오루에게 솔로 홈런을 허용하여 강판당하는 등 승패는 연결되지 않았다. 올스타전에서는 1980년과 1981년에 2년 연속 팬 투표로 선정되었고 1982년은 감독 추천으로 출전했다.
그러나 타 구단으로부터의 철저한 견제와 혹사의 영향으로 이렇다할 만한 활약을 보여주지 못하는 등 1986년에는 가나자와 쓰기오, 오하타 도루와의 맞트레이드로 다카하시 마사미와 함께 요코하마 다이요 웨일스에 이적했다. 그 해 시즌은 8승을 올렸지만 이후 시즌에서는 2승을 올리는 데 그쳤다. 1990년에는 가모가와 시게하루와의 맞트레이드로 주니치 드래건스에 이적, 같은 해에 11년간의 현역 생활을 은퇴했다.
프로 2년차 이후 뚜렷한 활약을 볼 수 없었던 것에 대해 닛폰햄 시대의 팀메이트였던 에나쓰 유타카는 “사랑해야 할 남이었지만 자신의 형태를 너무 고집했다. 그것이 2년차 이후에 주춤한 원인일 것이다”라고 말하고 있다.

### 그 후
은퇴 후 직장인으로서 가와사키시에 소재하고 있는 인쇄 회사에 입사하여 근무하고 있었다. 그러나 친정 팀인 닛폰햄에 대한 애정과 많은 관심을 갖고 있을 정도로 닛폰햄 OB회의 회장을 맡았고 경기 시작 직전에 있은 시구식에서 몇 차례나 시구자로 등장하는 등 관중석에서 경기를 관전하기도 했다. 그 후 인쇄 회사를 퇴직 해 데일리 스포츠에서 평론 활동을 시작했다. 또 은퇴한 현역 선수들로 구성된 프로 야구 마스터스 리그에 대한 많은 관심을 갖고 있어 현재 삿포로 앰비셔스(札幌アンビシャス)의 일원으로 활동하고 있다.
2007년에는 베이스볼 챌린지 리그인 시나노 그랜드세로우스의 감독으로 취임해 부임 첫 해에는 4개팀 중 3위를 기록, 그 후 팀이 증가해 지구제가 된 2년 째는 전·후기를 통해서 지구에서의 최하위라는 뚜렷한 결과를 남기지 못하는 등 2008년 시즌 종료 후 감독직을 사임했다.

## 상세 정보

### 출신 학교
- 요코하마 제1 상업고등학교(현 요코하마 상과대학 고등학교)

### 선수 경력
사회인 시대
- 닛폰 강관

프로팀 경력
- 닛폰햄 파이터스(1980년 ~ 1985년)
- 요코하마 다이요 웨일스(1986년 ~ 1989년)
- 주니치 드래건스(1990년)

### 지도자·기타 경력
- 은퇴 후 데일리 스포츠에서 야구 평론가로 활동.
- 베이스볼 챌린지 리그 시나노 그랜드세로우스 감독(2007년 ~ 2008년)

### 수상·타이틀 경력

#### 타이틀
- 다승왕 : 1회(1980년)(17선발승으로 선발승 공동 1위)
- 최고 평균자책점 : 1회(1980년)
- 최고 승률 : 1회(1980년)
- 최다 탈삼진(당시는 타이틀이 아님) : 1회(1980년) ※퍼시픽 리그에서는 1989년부터 타이틀로 제정됨.

#### 수상
- MVP : 1회(1980년)
- 신인왕(1980년)
- 베스트 나인 : 1회(1980년)
- 다이아몬드 글러브상 : 1회(1980년)
- 월간 MVP : 1회(1980년 4월)
- 고라쿠엔 MVP상 : 1회(1980년)

### 개인 기록
- 첫 등판 : 1980년 4월 6일, 대 세이부 라이온스 전(고라쿠엔 구장)
- 올스타전 출장 : 3회(1980년 ~ 1982년)
- 1경기 9이닝 최다 투구수 : 209개[2]
- 4자 연속 피홈런 : 1986년 6월 10일, 대 야쿠르트 스왈로스 전(요코하마 스타디움)[3]
- 첫회 선두 타자로부터 3자 연속 피홈런 : 1989년 6월 4일, 대 히로시마 도요 카프 전(아키타) ※프로 야구 타이 기록.

### 등번호
- 16(1980년 ~ 1985년)
- 10(1986년 ~ 1989년)
- 45(1990년)

### 연도별 투수 성적
| 연 도       | 소 속       | 등 판 | 선 발 | 완 투 | 완 봉 | 무 4 구 | 승 리 | 패 전 | 세 이 브 | 홀 드 | 승 률 | 타 자 | 이 닝  | 피 안 타 | 피 홈 런 | 볼 넷 | 고 4 | 몸 맞 | 탈 삼 진 | 폭 투 | 보 크 | 실 점 | 자 책 점 | 평 자 책 | W H I P |
| ----------- | ----------- | ----- | ----- | ----- | ----- | ------- | ----- | ----- | -------- | ----- | ----- | ----- | ------ | -------- | -------- | ----- | ---- | ----- | -------- | ----- | ----- | ----- | -------- | -------- | ------- |
| 1980년      | 닛폰햄      | 40    | 26    | 19    | 2     | 1       | 22    | 8     | 4        | --    | .733  | 1030  | 253.0  | 195      | 26       | 89    | 4    | 7     | 225      | 4     | 1     | 77    | 64       | 2.28     | 1.12    |
| 1981년      | 닛폰햄      | 28    | 22    | 10    | 2     | 0       | 10    | 10    | 0        | --    | .500  | 720   | 164.1  | 164      | 20       | 81    | 1    | 5     | 104      | 5     | 0     | 98    | 87       | 4.76     | 1.49    |
| 1982년      | 닛폰햄      | 32    | 23    | 7     | 0     | 0       | 6     | 8     | 1        | --    | .429  | 770   | 183.2  | 155      | 20       | 85    | 2    | 4     | 123      | 1     | 1     | 87    | 78       | 3.82     | 1.31    |
| 1983년      | 닛폰햄      | 21    | 16    | 3     | 1     | 0       | 4     | 6     | 0        | --    | .400  | 434   | 97.1   | 99       | 17       | 46    | 1    | 5     | 59       | 1     | 0     | 53    | 52       | 4.81     | 1.49    |
| 1984년      | 닛폰햄      | 32    | 25    | 5     | 1     | 0       | 6     | 11    | 0        | --    | .353  | 766   | 172.1  | 164      | 34       | 98    | 3    | 4     | 109      | 4     | 0     | 110   | 102      | 5.33     | 1.52    |
| 1985년      | 닛폰햄      | 28    | 4     | 0     | 0     | 0       | 2     | 4     | 0        | --    | .333  | 284   | 62.1   | 69       | 10       | 34    | 0    | 2     | 57       | 0     | 0     | 43    | 42       | 6.06     | 1.65    |
| 1986년      | 다이요      | 39    | 29    | 2     | 0     | 1       | 8     | 13    | 1        | --    | .381  | 726   | 171.2  | 156      | 26       | 68    | 5    | 1     | 107      | 4     | 0     | 74    | 69       | 3.62     | 1.30    |
| 1987년      | 다이요      | 15    | 9     | 0     | 0     | 0       | 0     | 5     | 0        | --    | .000  | 179   | 37.2   | 47       | 7        | 22    | 0    | 1     | 25       | 8     | 0     | 35    | 32       | 7.65     | 1.83    |
| 1988년      | 다이요      | 16    | 12    | 0     | 0     | 0       | 1     | 5     | 0        | --    | .167  | 255   | 57.0   | 59       | 10       | 28    | 1    | 0     | 45       | 4     | 0     | 34    | 32       | 5.05     | 1.53    |
| 1989년      | 다이요      | 4     | 3     | 0     | 0     | 0       | 1     | 1     | 0        | --    | .500  | 22    | 4.0    | 5        | 3        | 4     | 0    | 1     | 2        | 0     | 0     | 4     | 4        | 9.00     | 2.25    |
| 1990년      | 주니치      | 18    | 2     | 0     | 0     | 0       | 0     | 0     | 0        | --    | ----  | 50    | 9.1    | 18       | 1        | 8     | 0    | 0     | 4        | 1     | 0     | 8     | 8        | 7.71     | 2.79    |
| 통산 : 11년 | 통산 : 11년 | 273   | 167   | 46    | 6     | 2       | 60    | 71    | 6        | --    | .458  | 5236  | 1212.2 | 1131     | 174      | 563   | 17   | 30    | 860      | 32    | 2     | 623   | 570      | 4.23     | 1.40    |

- 굵은 글씨는 시즌 최고 성적.